# 이르멘가르트 하스바니아

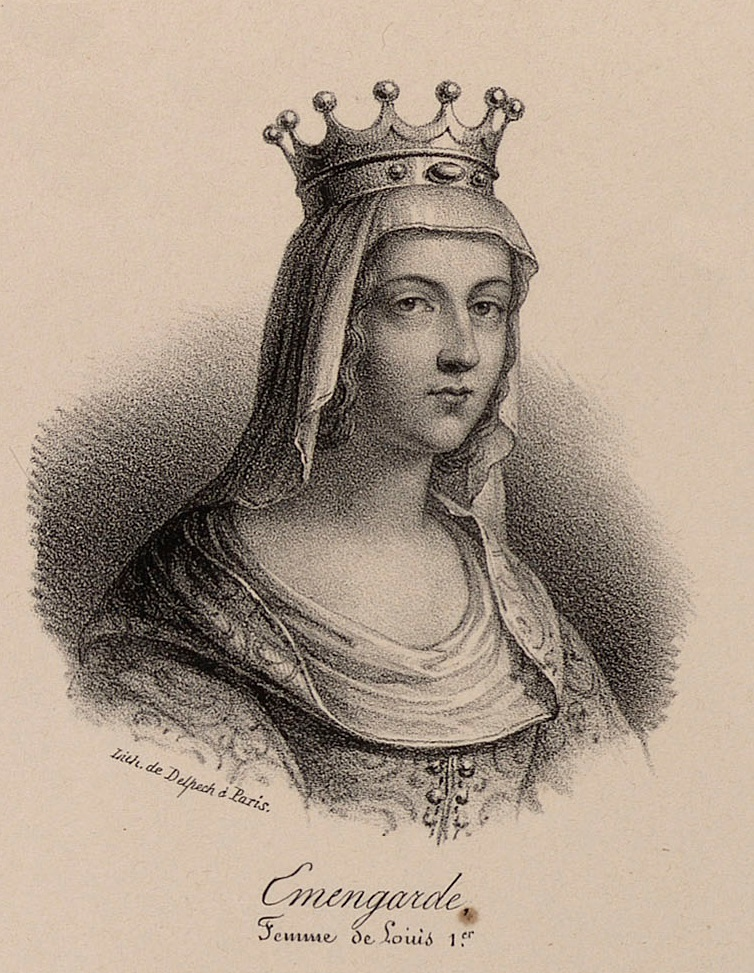
이르멘가르트 히스바니아

이르멘가르트 하스바니아(Ermengarde Hasbania, 778년 경 ~ 818년 10월 3일) 또는 에르망가르트 드 히스바에(Ermengarde de Hesbaye) 또는 이르민가르드 폰 히스펜가우 (Irmingard von Hespengau)는 프랑크 왕국의 귀족으로, 프랑크 왕국의 왕비이자 아키텐의 왕비이며 서로마 제국의 황후이다. 아키텐, 프랑크의 왕이자 카롤루스조 서로마 제국 황제 경건왕 루도비쿠스 1세 피우스의 정비이자, 중프랑크의 로타르 1세, 아키텐의 아키텐인 피핀 1세, 동프랑크의 독일인 루트비히 2세의 어머니이다.

## 생애

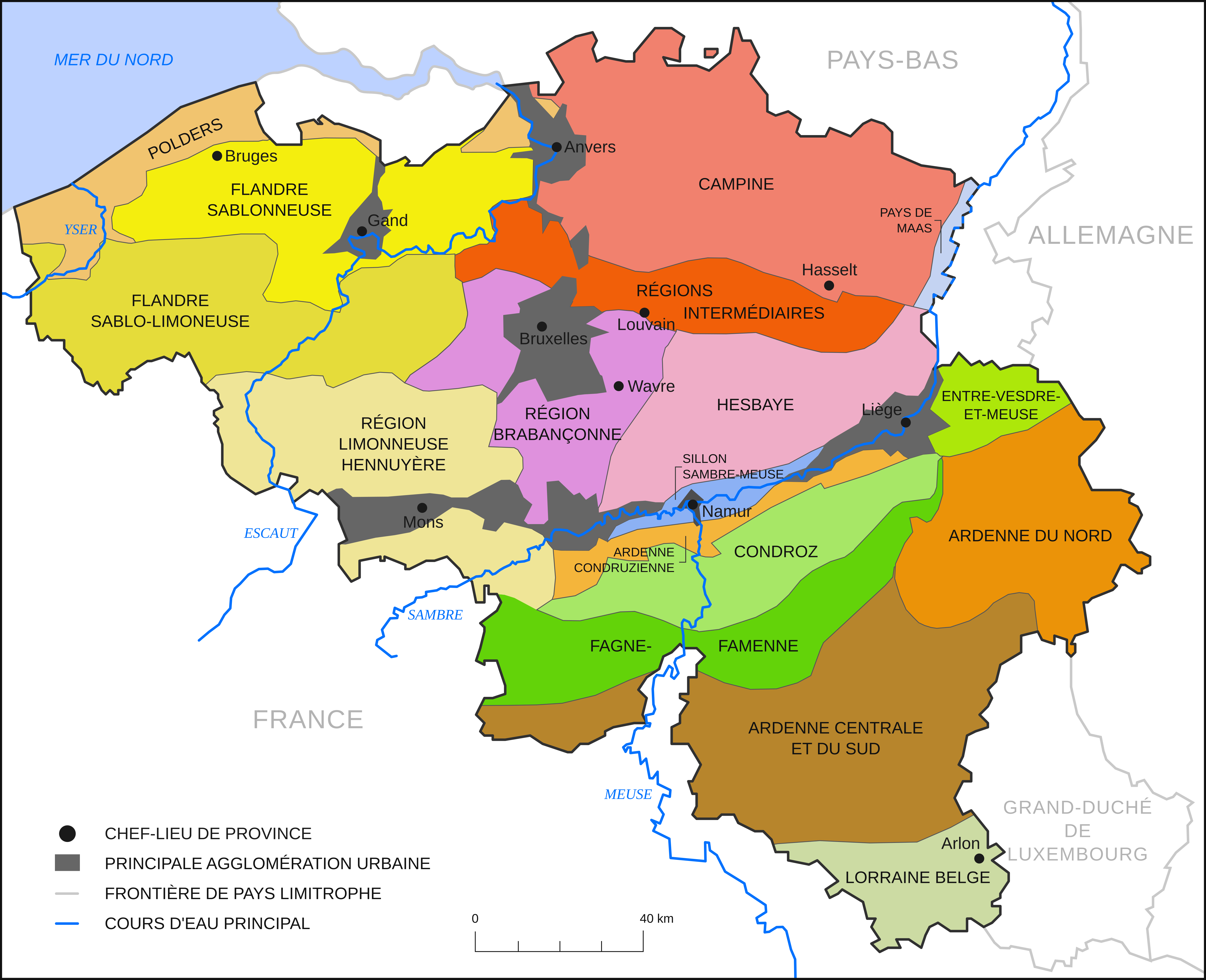
고향 하스바니아(현, 벨기에령 히스바예, 우측 상단의 연홍매색 영역)

출생년도는 정확하지 않아 778년생 설과 780년생 설이 있고 생일은 실전되었다. 리에주 근처 하스바니아(현 벨기에 령 히스바에 또는 히스벤고우)의 백작 인그람(Ingorammus)과 로트루드의 딸로 태어났다. 그의 집안은 하스바니아의 지역 실력자 가문 출신으로, 친정아버지 인고람무스는 메츠의 주교이자 성소의 수호자인 클로도강(Chrudogang, Hruotgang)의 조카이고, 클로도베르트의 손자였다. 증조부 클로도베르트는 후일 로베르티엥 가문과 관련이 있는 것으로 추정되나, 정확한 관계는 알려진 것이 없다.
794년 샤를마뉴의 넷째 아들로 당시 아키텐의 왕 루도비쿠스 1세 피우스와 결혼했다. 813년 샤를마뉴에 의해 남편 루도비쿠스 1세 피우스가 공동 황제로 선포되면서 프랑크 왕국의 왕이자 황후가 되었고, 814년 1월 샤를마뉴가 죽고 루도비쿠스 1세 피우스가 단독 황제가 되었다. 그해 8월 랭스에서 교황 레오 3세의 축성을 받고 황후관을 받았다.
아키텐, 프랑크의 왕이자 카롤루스조 서로마 제국 황제 경건왕 루도비쿠스 1세 피우스의 첫 부인으로 알려졌으나, 경건왕 루도비쿠스 1세 피우스가 이르멘가르트와 결혼할 당시 루트비히에게는 2명의 자녀가 있었다. 이르멘가르트는 루트비히의 첩이 되었다가 정비에 오르게 되었다.
경건왕 루도비쿠스 1세 피우스는 이르멘가르트와 혼인하기 전 상스의 데오델린트와 동거 중이었다. 상스의 데오델린트가 어떤 이유로 폐위되었는지, 혹은 루도비쿠스가 프랑크 왕국 전체의 왕이 되기 전에 사망하여, 그 아들 아르눌프 드 상스가 상속권을 인정받지 못한 것인지는 불확실하다.
816년 10월 5일 다시 랭스 대성당에서 교황 스테파노 4세에게 세례와 축성을 받고 왕관을 수여받았다.
이르멘가르트는 경건왕 루트비히에게서 아들 로타르 1세, 아키텐인 피핀 1세, 딸 아델라이드(Adelaide), 로트루드(Rotrude), 힐데가르트(Hildegard), 마틸다(Matilda), 아들 독일인 루트비히 등을 두었다.
경건왕 루도비쿠스 1세 피우스가 이복 동생인 후고와 드로고, 테오도리히 등과 이복 여동생들, 조카들을 성직자로 만들거나 수도원, 수녀원으로 보내도록 유도했다 한다. 817년에 남편의 조카인 이탈리아의 베른하르트 1세가 반란을 일으켰다가 패배하자, 이르멘가르트는 아헨에서 베른하르트 1세에게 편지를 보내 그에게 아헨으로 와도 아무 일이 일어나지 않을 것이라 약속하였다. 그러나 베른하르트 1세가 아헨에 도착하자, 경건왕 루트비히는 베른하르트의 눈을 뽑아 장님이 되게 한 뒤 투옥했다.
남편 경건왕 루도비쿠스 1세 피우스가 프랑크 왕국을 순행다니던 도중인 818년 10월 3일 이르멘가르드는 네우스트리아의 앙제(현, 멘에루아르의 앙제)에서 사망했으며, 사망 원인은 알려져 있지 않다. 경건왕 루도비쿠스 1세 피우스는 819년 바이에른의 벨프 1세의 딸 유디트 폰 아르톨프와 재혼했는데, 경건왕 루도비쿠스 1세 피우스는 이 사이에서 태어난 대머리 카를의 몫으로 상속령을 개정하면서, 이르멘가르트 소생 세 아들이 반발하면서 분쟁이 생발하였다.

## 자녀
- 아버지 : 인그람(Ingerman), 하스바니아 변경백
- 어머니 : 로트루드(Rotrude)
  - 형제 : 인그람(Ingerman)
- 남편 : 루도비쿠스 1세 피우스
  - 아들 : 로타르 1세(795년 ~ 855년, 바이에른, 중프랑크와 이탈리아의 왕, 서로마 황제)
  - 아들 : 아키텐인 피핀 1세(797년 ~ 838년, 아키텐 왕)
  - 딸 : 아델라이드(799 ~ ?) - 네우스트리아 후작 로베르 르 포르와 결혼
    - 외손자 : 외드
    - 외손자 : 로베르 1세

  - 딸 : 로트루드(800 ~ ?) - 오베르뉴 백작 제라드 1세와 결혼
  - 딸 : 힐데가르트(802 ~ ?) - 오베르뉴 백작 제라드 1세, 언니의 홀아비와 결혼
  - 딸 : 마틸다(802 ~ ?) - 라온의 노트르담 수녀원장
    - 아들 : 독일인 루트비히 2세(804년 ~ 876년) 바이에른, 동프랑크의 왕

## 같이 보기
- 루도비쿠스 1세 피우스
- 유디트 폰 바이에른

## 참고 자료
- Janet L. Nelson, The Frankish Kingdoms 814-898:the West, in Rosamond McKitterick (a cura di), The New Cambridge Medieval History, Vol. II, Cambridge University Press, 1995.
- Katharina M. Wilson (a cura di), Medieval Women Writers, Manchester University Press, 1984.